# Steppenheide Hardt
Das Naturschutzgebiet Steppenheide Hardt befindet sich bei Bonndorf im Schwarzwald im Landkreis Waldshut. Das Naturschutzgebiet besteht seit 1939, 1991 wurde es mit der Nr. 3.025 neu ausgewiesen.
Das Naturschutzgebiet hat eine Größe von rund 9 ha. Es umfasst nach dem Stand vom 26. November 1990 auf dem Gebiet der Stadt Bonndorf, Gemarkung Wellendingen, die Flurstücke 557/1, 557/2, 557/3, 561, 565, 664 und 767 (teilweise).

## Schutzzweck
Wesentlicher Schutzzweck ist die Erhaltung eines Mosaiks aus Magerwiesen, Säumen, Gebüschen, Gehölzen und Wald als Lebensraum zahlreicher seltener und gefährdeter Tier- und Pflanzenarten und ihrer Lebensgemeinschaften.